# Giovanni Paolo II - Il mio amato predecessore
Giovanni Paolo II - Il mio amato predecessore è un libro curato da Elio Guerriero che raccoglie testi di papa Benedetto XVI su papa Giovanni Paolo II. Il libro, edito da Edizioni San Paolo, è stato anche diffuso in allegato al settimanale Famiglia Cristiana.

## Edizioni
- Papa Benedetto XVI, Giovanni Paolo II - Il mio amato predecessore, Libreria Editrice Vaticana - Edizioni San Paolo, 2007,  pp. 128, cap. VIII, ISBN 978-88-215-5959-4.